# Estação Lapa (Metro do Porto)

A Estação Lapa é parte da rede ferroviária da cidade do Porto.